# 溫紳
溫紳（4月6日－），本名陳中雄，另有筆名蔡漢勳，資深新聞工作者，出生於新竹市，曾任職《日本經濟新聞》特派員、《英文台灣日報》特派員、《中國時報》主筆、《亞洲週刊》特派員、News98《呷茶看報紙》主持人；攝影作品散見於美聯社、時代雜誌。現任綠色和平電台《看破新聞》主持人，兼任《信報》評論員。著有《文化頑童．李敖》、《保釣風雲實錄》、《今天的名人》、《尹案備忘錄》、《誰背叛了國家？》、《誰出賣了台灣？》、《誰動搖了國本？》、《誰破得了尹案？》、《誰遮掩了真相？》等書。平時也常上年代新聞台《新聞面對面》、TVBS頻道《國民大會》、東森新聞台《關鍵時刻》、民視新聞台《台灣向前行》等談話性節目。

## 事件
- 2013年7月28日，洪仲丘事件爆發後，溫紳在《新聞挖挖哇》節目中指出，該機密顯示中華民國國軍在1990至1994年，就死了2355人（陸軍1174人、海軍426人、空軍326人），平均一天1.29人，「而且是平時還不是戰時」。[2]
- 2015年6月24日，溫紳在談話性節目上认为洪秀柱的父亲洪子瑜是「抓耙子」，立法院副院長洪秀柱陣營24日決定提告。洪秀柱陣營也發表聲明，因為她的參選，讓父親受到凌辱，已超越容忍界線，且遲遲等不到道歉，因此決定提告，「希望殘忍的言論到此為止」[3]。而該案在隔年，經台北地檢署調查後，就侮辱先人部分，認為溫紳所言有所本，並非胡亂造謠；另就斯德哥爾摩症候群部分，認為洪當時為總統參選人，溫所言仍屬善意評論，今依罪嫌不足將溫紳不起訴。[4]
- 2019年5月9日，溫紳在網路政論節目《政經關不了》節目中爆料，「潛艦國造承辦廠商，與尹清楓命案同批人」；對此，國防部海軍司令部當晚回應，此說與事實不符[5][6]。《政經》隔日則回應，關於潛艦國造一事，取材自1982至1988年海軍「劍龍計畫」、參謀總長郝柏村日記透露阿根廷轉手德製潛艦包含4500萬美元佣金，及陳水扁口述歷史書《堅持》提及晉升偵辦尹案者為三顆星（二級上將），還有監察院彈劾文、和《尹案備忘錄》所附蔡秋明偵辦拉法葉軍購案起訴書、以及檢方沒收汪家9億5332萬4920.6美元的2018年11月28日新聞稿，均有所本[7]。

## 外部連結
- 溫紳的Facebook專頁
- 蔡漢勳專欄 （页面存档备份，存于）